# Takino
Takino (Japans: 滝野町, Takino-chō) was een gemeente in het district Kato van de prefectuur Hyogo, Japan.
In 2003 had de gemeente naar schatting 11.807 inwoners en een bevolkingsdichtheid van 597,22 bewoners per km². Het totale gebied besloeg 19,77 km².
Op 20 maart 2006 werd deze plaats samen met Yashiro en Tojo samengevoegd tot de nieuwe stad Kato.

## Partnerstad
- Holister, Californië was de partnerstad van Takino.

## Geboren
- Eri Yamaguchi (14 januari 1973), marathonloopster